# BVC Utrecht in het seizoen 1954/55
Het seizoen 1954/1955 was het eerste en enige jaar in het bestaan van de Utrechtse betaaldvoetbalclub Utrecht. De club kwam uit in de NBVB-competitie en eindigde daarin op de negende plaats. De competitie werd echter niet afgemaakt na de fusie tussen de KNVB en NBVB. Na het afgebroken seizoen fuseerde de club met Elinkwijk en ging verder onder die naam.

## Wedstrijdstatistieken

### NBVB(afgebroken)
|       | Amsterdam | Alkmaar '54 | Den Haag | Fortuna '54 | De Graafschap | Rapid '54 | Rotterdam | Twentse Profs | Venlo '54 |
| ----- | --------- | ----------- | -------- | ----------- | ------------- | --------- | --------- | ------------- | --------- |
| Thuis | –         | –           | –        | 4 – 4       | 9 – 2         | –         | 2 – 4     | 3 – 1         | 2 – 3     |
| Uit   | 2 – 1     | –           | 4 – 2    | 6 – 3       | 4 – 2         | 2 – 3     | –         | –             | –         |

## Statistieken Utrecht 1954/1955

### Eindstand Utrecht in de Nederlandse NBVB 1954 / 1955 (afgebroken)
| Stand | Gespeeld | Gewonnen | Gelijk | Verloren | Punten | Doelpunten voor | Doelpunten tegen |
| ----- | -------- | -------- | ------ | -------- | ------ | --------------- | ---------------- |
| 9e    | 10       | 3        | 1      | 6        | 7      | 31              | 32               |

### Topscorers
| Competitie \| # \| Naam \| \| \| ---------------- \| ------------------------------ \| -- \| \| 1. \| Teus van Rheenen \| 8 \| \| 2. \| Jan van Capelle \| 5 \| \| 3. \| Wim de Jongh \| 3 \| \| 3. \| Karel Peperzak \| 3 \| \| 5. \| Roelof van Dijk \| 2 \| \| 5. \| Willem Nieuwenhuis \| 2 \| \| 5. \| Eef Westers \| 2 \| \| 8. \| Otto Blom \| 1 \| \| 8. \| Kuki Krol \| 1 \| \| 8. \| Jan Oliekan \| 1 \| \| 8. \| Henk Temming \| 1 \| \| Eigen doelpunten \| \| \| \| – \| Dick Faber (De Graafschap) \| 1 \| \| – \| Cor van der Hart (Fortuna '54) \| 1 \| \| Totaal \| Totaal \| 31 \| |                                |      |
| # | Naam                           | Goal |
| 1. | Teus van Rheenen               | 8    |
| 2. | Jan van Capelle                | 5    |
| 3. | Wim de Jongh                   | 3    |
| 3. | Karel Peperzak                 | 3    |
| 5. | Roelof van Dijk                | 2    |
| 5. | Willem Nieuwenhuis             | 2    |
| 5. | Eef Westers                    | 2    |
| 8. | Otto Blom                      | 1    |
| 8. | Kuki Krol                      | 1    |
| 8. | Jan Oliekan                    | 1    |
| 8. | Henk Temming                   | 1    |
| Eigen doelpunten |                                |      |
| – | Dick Faber (De Graafschap)     | 1    |
| – | Cor van der Hart (Fortuna '54) | 1    |
| Totaal | Totaal                         | 31   |

## Voetnoten
Alkmaar '54 · Amsterdam · Den Haag · Fortuna '54 · De Graafschap · Rapid '54 · Rotterdam · Twentse Profs · Utrecht · Venlo '54